# 徐永恩
徐 永恩（ソ・ヨンウン、1943年5月18日 - ）は、韓国の小説家。象徴的寓話的手法でもって自我の葛藤を描く。

## 略歴
徐は1943年、江原道江陵市南門洞に生まれる。父はソ・チャンイル、母はシン・ポンジンの間の長女である。父ソ・チャンイルは新教育を受けた地主の息子で、家庭は比較的裕福であった。幼年期の徐はひどい人見知りで人と関わり合うことを嫌う性格だった。しかし、勉強は大変よくこなし、朝鮮戦争時は一時避難生活を強いられたものの、韓国外国語大学校英語科に通う兄に英語を仕込まれ、中学校に進学する頃にはかなりの実力となっていた。中学時代、新任教師と恋仲になるが、その教師が他の生徒と仲がよくなるとクレゾールを飲んで自殺を図った、というエピソードが残されている。この頃、徐はゲーテ、トルストイ、ドストエフスキーから鄭飛石、金末峰、金来成など、手に取るものは何でも読み漁った。また、兄が購読していた『思想界』から文学知識を学んだ。1961年、江陵師範学校を卒業するも、教職試験は受けず、大学進学を志す。1962年、慶熙大学校英語科に合格したが授業料を準備できず入学を辞退する。翌1963年、建国大学校英語科に入学する。この頃、精神的不安定な状態になり、2度目の自殺を図り、大学も中退してしまう。
徐のデビュー作は1968年に『思想界』新人作品募集に当選した「橋」である。「橋」は1967年に『現代文学』の創作実技講義の授業で書いた作品であり、朴景利から好評を得たが、金東里に認められず、『現代文学』で発表できなかったものだった。1969年、「나와 ‘나’ (私と「私」)」が『月刊文学』の新人作品募集に当選し、その後、作家としての地位を固めていく。1975年、李文求の勧めで自由実践文人協議会に参加、また『韓国文学』に記者として勤務した後、『文学思想』の編集長を務めた。
徐の作品は短・中篇がほとんどである。その作品世界は、日常的な自我が当面せざるを得ない卑俗な姿に対する幻滅と、それに始まる生に対する虚無意識をどう克服するかということに主題が置かれる。徐の代表作と言える短篇「먼 그대 (遠いあなた)」は徐のそうした文学哲学が最高点に達した作品である。

## 年譜
- 1943年5月18日、江原道江陵市南門洞に生まれる。
- 1948年、江陵初等学校に入学。
- 1955年、江陵女子中学校に入学。
- 1958年、江陵師範学校に入学。
- 1961年、江陵師範学校を卒業。
- 1963年、建国大学校英文科に入学。
- 1965年、建国大学校を退学、ソウル市水道局に就職する。
- 1968年、文壇にデビュー。
- 1975年、自由実践文人協議会に参加する。
- 1983年、第7回李箱文学賞を受賞。
- 1987年、金東里と結婚する。
- 1990年、第3回燕巌文学賞を受賞。

## 代表作品
- 1968年、「교」
- 1969年、「나와 '나'」
- 1970年、「단식」「뒤로 걷기」「연주회에서 생긴 일」
- 1971年、「러브 스토리」「당신은 잠이 잘 옵니까」
- 1975年、「사막을 건너는 법」
- 1977年、「살과 뼈의 축제」
- 1980年、「술래야 술래야」「황금깃털」
- 1983年、「산행」「먼 그대」
- 1984年、「삼각돛」
- 1986年、「수화」
- 1989年、「사다리가 놓인 창」
- 1994年、「꿈길에서 꿈길로」

## 日本語訳
- 朴杓禮訳「遠いあなた」『韓国女性作家短編選』穂高書店、2004年